# Giacomo Sangalli
Giacomo Francesco Sangalli (Treviglio, 23 aprile 1821 – Pavia, 26 novembre 1897) è stato un medico e politico italiano.

## Biografia
Laureato in Medicina all'Università degli Studi di Pavia, si perfeziona in Anatomia patologica a Vienna, dove rimane fino al 1855. In tale anno assume la cattedra della stessa materia nell'ateneo pavese, tenuta per tutto il corso della sua carriera. Medico aggiunto dell'Ospedale Maggiore di Milano, membro dell'Istituto lombardo di scienze e lettere, è stato consigliere comunale di Treviglio ed è entrato in Senato nel 1896 come membro della Regia accademia delle scienze dopo sette anni di nomina.